# Triticum aestivum spelta
La spelta, detta anche granfarro e commercializzata prevalentemente come farro spelta (Triticum aestivum subsp. spelta) è una pianta della famiglia delle Poacee.
È un cereale molto antico, originato probabilmente 8 000 anni or sono nell'Asia sud-occidentale, nell'area chiamata storicamente “Mezzaluna fertile” dall'incrocio tra la specie Triticum dicoccum e Aegilops squarrosa.

## Caratteristiche
Triticum aestivum spelta è una delle sottospecie che più si avvicinano al grano tenero, anche da un punto di vista cromosomico, in quanto è esaploide; la spiga è lunga e sottile e le sue spighette, circa una ventina, sono inserite ciascuna ad ogni nodo del rachide (asse) centrale, in posizione alterna e opposta. Ogni spighetta contiene due o più raramente tre chicchi (cariossidi) protetti dalle glumette. Lo stelo è di colore rossastro e lungo circa un metro e mezzo.

Contiene un'elevata quantità di fibre e basso tenore di glutine. Le cariossidi vengono separate dalle glumette tramite un apposito procedimento di brillatura.

## Coltivazione e distribuzione
È una pianta che si sviluppa facilmente su terreni ben esposti al sole anche se poveri, ma è stata soppiantata nel corso del tempo da altre colture più redditizie.
Proprio come la segale, veniva coltivata anche per le sue caratteristiche zootecniche, allo scopo di ricavarne paglia, oppure utilizzata per la copertura di capanne; la sua produzione è ancora attiva soprattutto in Francia, Germania e Svizzera.
Con la farina di spelta (dal sapore forte e di colore scuro) si producono tipici biscotti piatti, come il "panpepato" e, di recente, si è ricominciata una limitata produzione di pane e birra.